# اوتل-دیو (پاریس)
اوتل-دیویِ پاریس (فرانسوی: Hôtel-Dieu de Paris‎؛ تلفظ فرانسوی: [otɛl djø də paʁi]؛ خوانده می‌شود: اوتل دیو دو پَقی) اولین و قدیمی‌ترین بیمارستان شهر پاریس و قدیمی‌ترین بیمارستان فعالِ دنیاست که در سال ۶۵۱ میلادی توسط سن لاندری تأسیس شد. این مجموعهٔ درمانی، اصلی‌ترین بیمارستان در گروه «کمک‌های عمومی–بیمارستان‌های پاریس» است. این بیمارستان متعلق به دانشگاه دکارت پاریس است و در ایل دولاسیته بر کرانهٔ رودخانهٔ سن و در کنار کلیسای نوتردام پاریس واقع شده‌است.

## توضیح کلی
اوتل دیویِ یک بیمارستان دولتی واقع در ایل دولاسیته در منطقه ۴ پاریس، در نزدیکی کلیسای نوتردام. این بیمارستان توسط سنت لاندری در سال ۶۵۱ پس از میلاد تأسیس شد، اما اولین اسناد رسمی تاریخی آن را به سال ۸۲۹ میلادی می‌رسانند، که آن را قدیمی‌ترین بیمارستان در فرانسه و احتمالاً قدیمی‌ترین بیمارستان دائماً فعال در جهان می‌کند. اوتل دیو تا اوایل قرن هفدهم تنها بیمارستان شهر پاریس تا مدتی نسبتا طولانی بود. اوتل دیو اصلی در سواحل رود سن در ضلع جنوبی ایل دولاسیته قرار داشت. چندین بار در اثر آتش سوزی ویران شد و برای آخرین بار در مکان فعلی خود در ضلع شمالی نوتردام بین سال های ۱۸۶۷ و ۱۸۷۸، به عنوان بخشی از بازسازی پاریس توسط هاوسمان، بازسازی شد. امروزه اوتل دیو که توسط «کمک‌های عمومی–بیمارستان‌های پاریس» (AP-HP) اداره می شود، یک بیمارستان آموزشی مرتبط با دانشکده پزشکی پاریس-دکارت است.

### ادامه
گرچه این بیمارستان حوادث مخرب زیادی همچون چندین آتش‌سوزی مهیب را از سر گذرانده‌است (معماری فعلی آن مربوط به سال ۱۸۷۷ میلادی است) اما دو ساختمان از این مجموعه، در قرن ۷ و ۱۷ میلادی ساخته شدند. این بیمارستان به‌عنوان نمادی از نیکوکاری و مهمان‌نوازی بر پا شد و تا دوران رنسانس، تنها بیمارستان پاریس بود. بعدها با پدیدار شدن بیمارستان‌های دیگری در پاریس، هر یک از آن‌ها بر روی تخصصی خاص تمرکز کردند. مثلاً بیمارستان پیتی-سالپتری‌یر مرکز اصلی پژوهش و درمان بیماری‌های دستگاه عصبی مرکزی و سالخوردگی است و بیمارستان سن-لویی، مرکز درمان بیماری‌های پوست و مو است.
طی ۵۰ سال گذشته، اوتل-دیو تمرکز خاصی بر بیماری‌های دستگاه درون‌ریز و به‌ویژه دیابت داشته‌است. در چند سال اخیر، یک بخش بزرگ و مجهز چشم‌پزشکی هم در آن دایر شده‌است.
از پزشکان مشهور این بیمارستان، می‌توان به گیوم دوپوئیتران، ژوزف رکامیه، ماری فرانسوا زاویه بیشا، آنری آلبر آرتمن، آمبروز پاره، ژوزف فورلنز، پل ژرژ دیولافوآ و آرمان تروسو اشاره کرد.